# Драницький Сергій Миколайович
Сергі́й Микола́йович Драни́цький (нар. 1 червня 1974, Піддубці) — український футболіст, відомий насамперед за виступами у луцькій «Волині», де займає 8 місце серед усіх бомбардирів клубу — 39 м'ячів у першості України та кубкових матчах, та одеському «Чорноморці», виступав також у низці інших українських клубів. Натепер працює дитячим футбольним тренером у Луцьку.(ФК Адреналін)

## Клубна кар'єра
Сергій Драницький народився у приміському селі Піддубці неподалік обласного центру — Луцька. Ще у початкових класах школи розпочав заняття футболом у ДЮСШ при головній команді області — «Волині», а першим тренером у нього був знаний у минулому гравець луцької команди Альберт Мікоян. Під час шкільних канікул юний футболіст тренувався у футбольній секції у рідному селі. у 14 років Сергій Драницький продовжив заняття футболом у львівському спортінтернаті. Після закінчення середньої школи юний футболіст повертається до Луцька та продовжує навчання на факультеті фізвиховання Волинського університету, і одночасно розпочинає виступи за один із найсильніших аматорських клубів області — луцький «Підшипник».
На початку 90-х років ХХ століття, у зв'язку із важкою фінансовою ситуацією в українському футболі, Сергій Драницький прийняв пропозицію нижчолігового клубу із сусідньої Польщі, де він провів півтора року, виступаючи за нижчолігові «Спулдзєльцу» та «Орленту».
На початку 1994 року Драницький повертається до Луцька і дебютує у складі «Волині» у вищій українській лізі, але у цьому сезоні це був єдиний для нього матч в основному складі. У наступному сезоні футболіст зіграв уже 8 матчів у чемпіонаті та забив перший м'яч, проте вже сезон 1995—1996 року виявився вкрай невдалим для лучан, які вибули з вищої ліги. Цей сезон Сергій Драницький розпочав ще у луцькій команді, але зіграв за неї лише 1 матч у чемпіонаті, а закінчував сезон знову в Польщі, в нижчоліговому клубі «Гвардія» з Холма. На початок сезону 1996—1997 року Драницький на запрошення нового тренера «Волині» Анатолія Раденка повернувся до Луцька. У цьому сезоні вже у першій українській лізі «Волинь» виступала дуже успішно, тривалий час лідирувала у турнірі, випереджаючи більш фінансово забезпечені команди, і лише під кінець турніру поступилась місцем на п'єдесталі пошани. У цьому чемпіонаті Сергій Драницький став одним із лідерів команди, керував її діями у середній лінії, а також часто забивав м'ячі із штрафних ударів своїм фірмовим у даром під перекладину. У цьому сезоні Драницький зіграв 43 матчі за клуб, у яких відзначився 6 разів. Наступного сезону «Волинь» виступала менш успішно, посіла лише 9 місце у першій лізі, але Сергій Драницький став найкращим бомбардиром команди, відзначившись 14 разів у 40 проведених матчах, а також забив єдиний гол «хрестоносців» у тогорічному розіграші Кубку України.
Далі справи у луцької команди пішли ще гірше, наступні два сезони вона поступово опускалась у турнірній таблиці першої ліги, фінансовий стан клубу був поганий, і керівництво команди ухвалило рішення продати провідного футболіста. яким тоді був Драницький, до одеського «Чорноморця», який вів відчайдушну боротьбу за збереження місця у вищій лізі. Сергій Драницький розпочав виступи за «моряків» із другої половини сезону 1999—2000 років, забив 3 голи у 11 проведених матчах, але це не допомогло одеситам втриматись у найвищому дивізіоні українського футболу. Далі Драницький виступав за «Чорноморець» уже в першій українській лізі, але після сезону 2000—2001 року втратив місце в основі, і все частіше грав за другу команду клубу, яка виступала у другій лізі. Керівництво «Волині» хотіло повернути свого колишнього лідера до Луцька, але не змогло домовитись із одеським клубом, і Драницький став гравцем сумського «Спартака». Після сезону в Сумах Драницький півроку грав за хмельницьке «Поділля», потім знову півроку в Сумах. Далі футбольна доля закинула Сергія Драницького у житомирське «Полісся», де він також провів півроку, а потім у долинський «Нафтовик», де футболіст зіграв лише 2 матчі. Нетривалий час Драницький виступав за аматорський клуб із Бережан «Сокіл». Із початку сезону 2005—2006 Сергій Драницький повернувся до сумського «Спартака», де він і завершив кар'єру гравця по закінченні першої половини чемпіонату.

## Тренерська кар'єра
Після завершення кар'єри гравця Сергій Драницький розпочав тренерську кар'єру. Колишній футболіст «Волині» натепер працює дитячим тренером у луцькому футбольному клубі «Адреналін», де працює з групами 2000—2001 та 2002 років, які грають в обласній першості ДЮФЛ та дитячій першості Волині.